# Motor Schukey
Desenho de motor Schukey a 
partir da patente US 3978680  
(código de cores)
O motor Schukey é uma máquina térmica mecânica, que também pode funcionar como máquina frigorífica. Com seu emprego é possível obter refrigeração sem fluido refrigerante.

## Desenvolvimento
No início da década de 1990 o engenheiro Jürgen Schukey (1940-2011)  desenvolveu o motor rotativo  que leva seu nome. São necessárias menos peças que em um condicionador de ar convencional, com peso e custo e manutenção menores. Schukey denominou-o Motor Delta Omega.

## Técnica

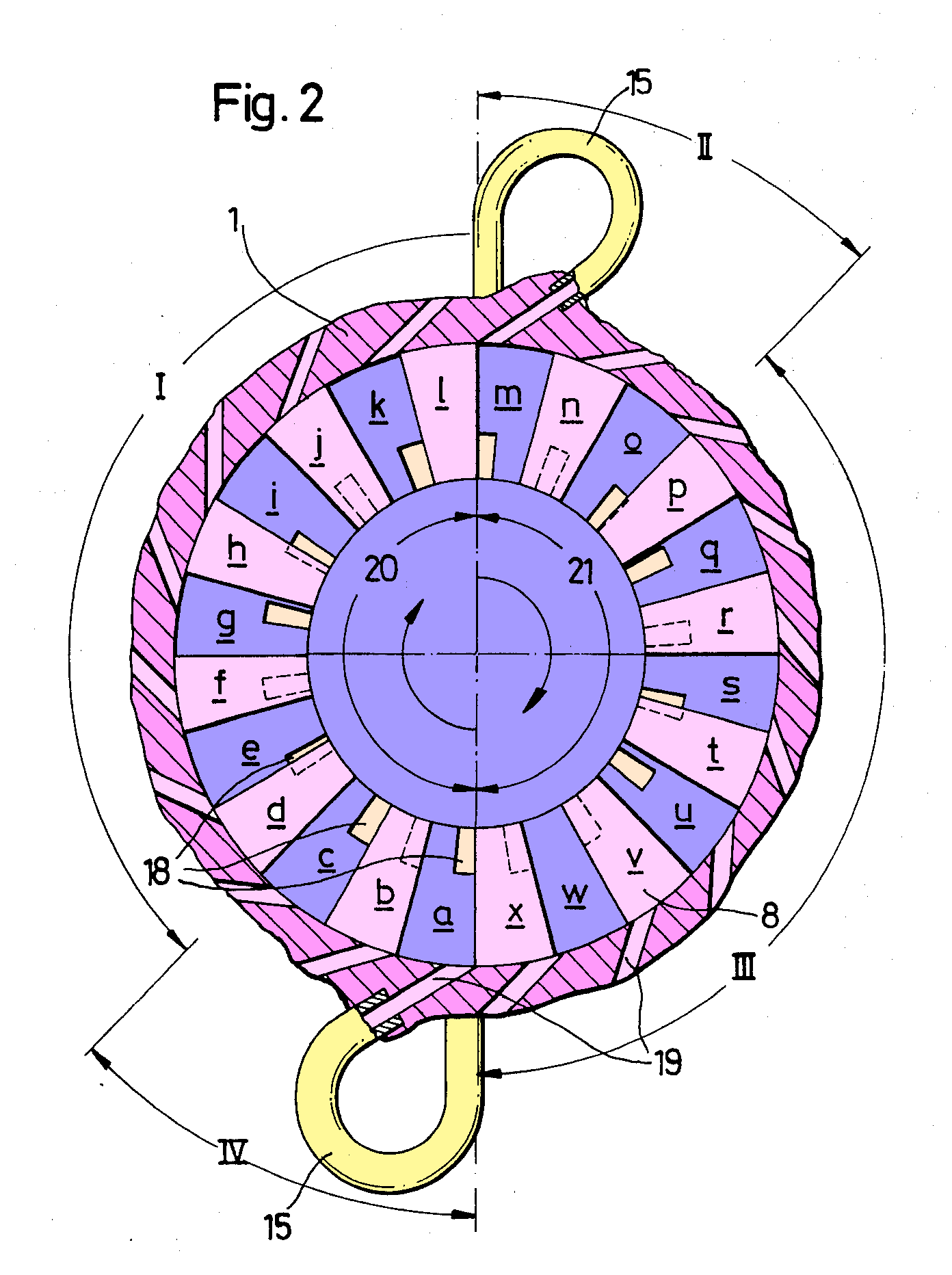
Imagem da patente americana.

O motor rotativo Schukey funciona de acordo com o mesmo princípio termodinâmico das máquinas frigoríficas tradicionais, como por exemplo um refrigerador, porém sem fluido refrigerante. Dois rotores engrenados, com ângulos de rotação diferentes, comprimem e expandem o ar ao mesmo tempo em várias câmaras. O ar arrefecido pode ser utilizado, por exemplo, no interior de automóveis, sem necessidade de um permutador de calor.

Além disso é possível utilizar o motor Schukey em um Ciclo Orgânico de Rankine (ORC). Arrefecimento numa faixa de temperatura de até 350 °C e pressões até 10 bar podem ser convertidas em energia elétrica mediante um gerador acoplado.

## Áreas de utilização

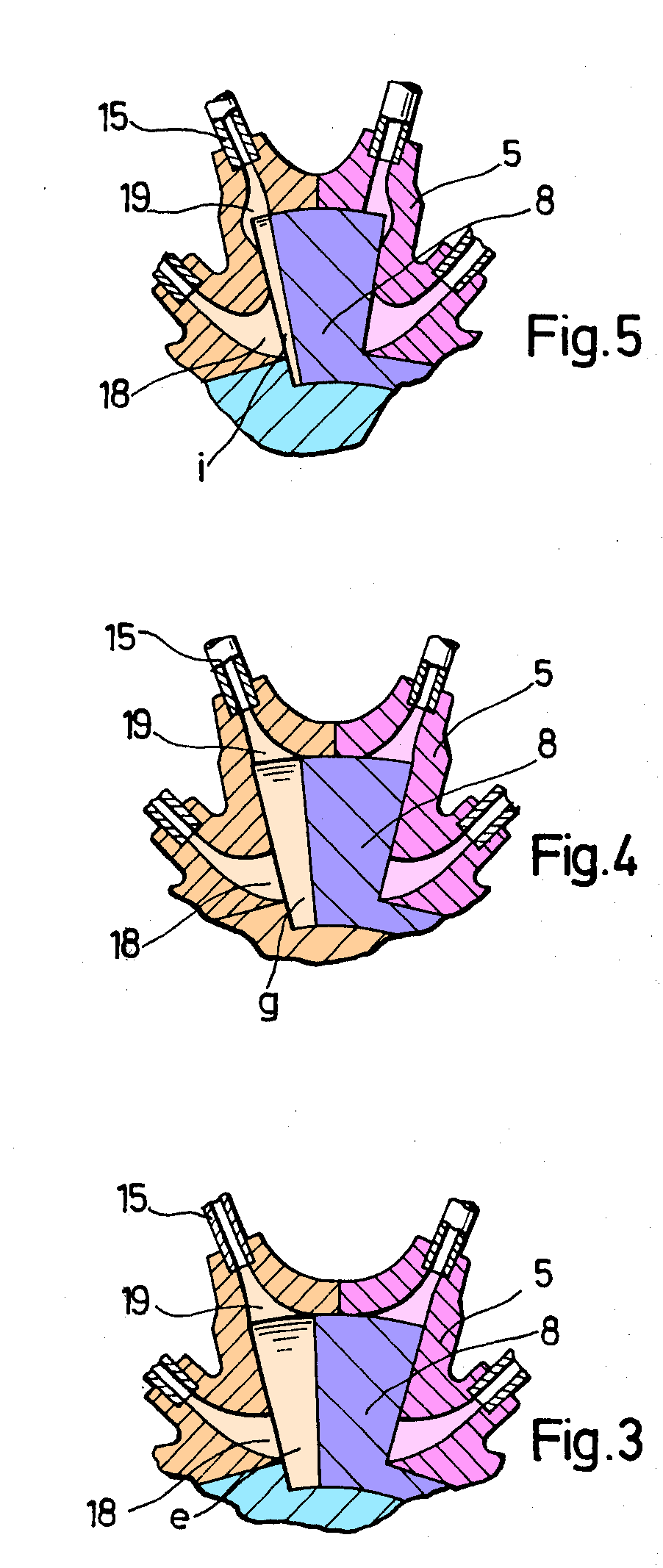
Imagem da patente americana.

Uma utilização do motor é por exemplo em veículos automotores e instalações de geração de energia solar. No início da década de 1990 a BMW e a Opel manifestaram interesse em sua construção, mas seguiram utilizando as formas convencionais de meios de refrigeração.
A firma Thermodyna, fundada com base no surgimento do motor Schukey, tenciona desenvolver o motor para produção em série.